# Forces ennemies désarmées
Les Forces ennemies désarmées (F.E.D.), traduction de  Disarmed Enemy Forces (D.E.F.), est l'appellation utilisée par le général Eisenhower pour désigner une catégorie de prisonniers de guerre allemands qui se rendent après la fin officielle des hostilités ou qui sont déjà détenus dans des camps de prisonniers de guerre en Allemagne, afin de ne pas les considérer comme protégés par la Convention de Genève et de pouvoir continuer à les traiter en ennemis.
Ces forces ennemies désarmées comprenaient plusieurs millions de militaires et de civils allemands qui ont été maintenus prisonniers et parfois soumis au travail forcé plusieurs années après la fin de la guerre avec l'Allemagne.

## Biographie
- Fabien Théofilakis, Les prisonniers de guerre allemands. France, 1944-1949, Fayard, 2014.
- Gunter Bischof & Stephen Ambrose (éds.), Eisenhower and the German Pows, Facts against Falsehood, Baton Rouges: Louisiana State University Press, 1992.